# ذا سول تيكر
ذا سول تيكر (باليابانية: The Soul Taker 〜魂狩〜، بالروماجي: Za Sōru Teikā ~Tamashii Gari~) (بالإنجليزية:  The SoulTaker)‏ هو مسلسل أنمي تلفزيوني من إنتاج استوديو تاتسونكو برودكشن، ومن إخراج أكيوكي شينبو، عرض الأنمي في 4 أبريل عام 2001 واستمر عرضه حتى 4 يوليو عام 2001، على تلفزيون وائووائو، وتكون من 13 حلقة.

## القصة
تدور أحداث القصة عن كيوسوكي توكيساكا هو فتى يتعرضه للطعن في صدره من قبل والدته، يعود من الموت ليكتشف أن لديه أخت توأم تدعى رونا، ويكتسب القدرة على التحول إلى مخلوق خارق يعرف باسم سول تيكر.

## الشخصيات
كيوسوكي توكيساكا (ديت) (باليابانية: 伊達 京介، بالروماجي: Date Kyōsuke)
مؤدي الصوت: ميتسكي سايغا
ميو ديت (باليابانية: 伊達 水脈، بالروماجي: Date Mio)
مؤدية الصوت: مينامي تاكاياما
دكتور كيويا (باليابانية: ドクトル凶也، بالروماجي: Dokutoru Kyōya)
مؤدي الصوت: توشيهيكو سيكي
يوي كيريهارا (باليابانية: 桐原 夕映، بالروماجي: Kirihara Yui)
مؤدية الصوت: أكيكو هيراماتسو
شيرو ميبو (باليابانية: 壬生 シロー، بالروماجي: Mibu Shirō)
مؤدي الصوت: ماسايا أونوساكا
مايا ميساكي (باليابانية: 岬 真夜، بالروماجي: Misaki Maya)
مؤدية الصوت: إيكوي أوتاني
كوموغي ناكاهارا (باليابانية: 中原 小麦، بالروماجي: Nakahara Komugi)
مؤدية الصوت: هاروكو موموي
ريتشارد فينسنت (باليابانية: リチャード・ビンセント، بالروماجي: Richādo Vinsento)
مؤدي الصوت: ماساشي إبارا
تسوباكي توكيساكا (باليابانية: 時坂つばき، بالروماجي: Tokisaka Tsubaki)
مؤدية الصوت: ماكو هودو
رونا توكيساكا (باليابانية: 時逆 琉奈، بالروماجي: Tokisaka Runa)
مؤدية الصوت: ميتشيكو نيا

## وصلات خارجية
- ذا سول تيكر على موقع IMDb (الإنجليزية)
- ذا سول تيكر على موقع ليتربوكسد (الإنجليزية)
- ذا سول تيكر على موقع قاعدة بيانات الفيلم (الإنجليزية)
- ذا سول تيكر على موقع ANN anime (الإنجليزية)